# Gorgonius
Gorgonius van Rome (ook Gorgorius van Minden of Gorgonius van Nicomedië) is een heilige martelaar van de Katholieke Kerk.
Er is niet veel bekend over het leven van de heilige Gorgonius. Zeker is dat Gorgonius een lijfwacht was in dienst van keizer Diocletianus. Tijdens de uitbarsting van hevige christenvervolgingen onder keizer Diocletianus stierf Gorgonius samen met Dorotheus en vele anderen uit de hofhouding van de keizer de marteldood in het jaar 303.
Volgens de overlevering werd Gorgonius begraven op een vroegchristelijk kerkhof aan de Romeinse Via Labicana.
In de 8e eeuw geraakte relieken van de heilige naar de Benedictijnse abdij van Gorze en Sint-Arnoldus in Lotharingen. Enige tijd later kwamen er ook relieken aan in Minden.
De gedenkdag van Sint-Gorgonius is 9 september.